# La habitación (novela)
Room es una novela de 2010 de la autora irlandesa-canadiense Emma Donoghue. La historia se cuenta desde la perspectiva de un niño de cinco años, Jack, que está cautivo en una pequeña habitación junto con su madre.  Donoghue concibió la historia después de enterarse de Félix, de cinco años, en el caso Fritzl. 
La novela fue incluida en la lista larga del Premio Orange 2011  y ganó el premio regional del Premio de Escritores de la Commonwealth 2011 (Caribe y Canadá). Fue preseleccionada para el Premio Booker en 2010 y para el Premio Rogers Writers' Trust Fiction de 2010 y los Premios del Gobernador General de 2010. 
La adaptación cinematográfica, también titulada Room, se estrenó en octubre de 2015, protagonizada por Brie Larson y Jacob Tremblay. La película fue un éxito comercial y de crítica; Recibió cuatro nominaciones en la 88.ª edición de los Premios de la Academia, incluida la de Mejor Película, y ganó el premio a la Mejor Actriz por Larson.

## Trama
La historia está contada desde la perspectiva y con el lenguaje de Jack, de cinco años, quien vive con su madre de 27 años en la "habitación" (Room), un espacio seguro limitado a una sola habitación que contiene una pequeña cocina, un baño básico, un armario, una cama y un televisor. 
Debido a que es todo lo que ha conocido, Jack cree que sólo la habitación y las cosas que contiene (incluidos él y su madre) son "reales". Su madre, que no está dispuesta a decepcionar a Jack con una vida que no puede darle, le permite creer que el resto del mundo sólo existe en la televisión, y hace todo lo posible para mantener a Jack sano y feliz mediante ejercicios físicos y mentales, manteniendo una dieta saludable, limitando el tiempo que pasa mirando televisión y aplicando una estricta higiene corporal y bucal. 
La única otra persona que Jack ha visto es el "Viejo Nick", que visita la habitación por la noche mientras Jack duerme en un armario. El viejo Nick les trae comida y artículos de primera necesidad. Jack no sabe que el viejo Nick secuestró a su mamá cuando ella tenía 19 años y la ha mantenido secuestrada durante los últimos siete años. El viejo Nick la viola regularmente y Jack es producto de una de esas agresiones sexuales. 
Una semana después del quinto cumpleaños de Jack, su madre descubre que el viejo Nick ha estado desempleado durante los últimos seis meses y corre peligro de perder su casa por una una ejecución de hipoteca. Estando segura de que el viejo Nick los mataría a ambos antes de dejarlos libres, a se le ocurre un plan para sacar a Jack de la habitación basado en convencer a Nick de que Jack está mortalmente enfermo. Jack no puede imaginarse estar fuera de la casa o interactuar con otras personas, pero ella finalmente lo convence para que la ayude. Cuando el viejo Nick se niega a llevar a Jack a un hospital, su madre finge que Jack ha muerto. Nick saca a Jack, envuelto en una alfombra, de la habitación. Jack escapa del Nick y logra comunicarse con un extraño amigable que contacta a la policía. A pesar de su incapacidad para comunicarse de manera efectiva, Jack describe la ruta a la habitación a un policía para liberar a su madre. 
Los dos son llevados a un hospital psiquiátrico, donde reciben evaluaciones médicas y un hogar temporal. El viejo Nick es apresado y enfrenta numerosos cargos de secuestro, violación y puesta en peligro de menores que probablemente le llevarán a recibir entre 25 años y cadena perpetua. Mientras está en el hospital, la madre de Jack se reúne con su familia y comienza a reaprender cómo interactuar con el mundo exterior, mientras Jack, abrumado por nuevas experiencias y personas, solo quiere regresar a la seguridad de la habitación. 
Mientras tanto, el caso ha atraído mucha atención del público y de los medios de comunicación, lo que dificulta aún más que Jack y su madre empiecen a llevar una vida normal. Después de que una entrevista televisiva termina mal, su madre sufre un colapso mental e intenta suicidarse. Mientras ella está en el hospital, Jack vive con su abuela y su nueva pareja. Sin la seguridad de su madre cerca, Jack se siente aún más confundido y frustrado por su entorno, incluida su nueva familia extendida, quienes, aunque amables y cariñosas, a menudo no entienden cómo la experiencia limitada de Jack, en particular su concepto de límites personales, impacta su vida y su patrón de comportamiento. 
Después de que su madre se recupera, ella y Jack se mudan a una residencia donde pueden llevar una vida independiente y donde comienzan a hacer planes para el futuro. La creciente independencia de su mamá entra en conflicto con el deseo de Jack de conservarla para él, tal como solía ser el caso. Al mismo tiempo, el propio Jack crece y cambia a medida que su mundo se expande. 
Finalmente, Jack pide visitar la habitación. Él y su madre regresan a la escena de su cautiverio, pero Jack ya no siente ningún vínculo emocional hacia ella y puede despedirse antes de que él y su madre abandonen la habitación para siempre.

## Recepción
La novela de Emma Donoghue habla de un mundo dentro del mundo, de un mundo que no podría ser más estrecho. Al mismo tiempo, sin embargo, también habla de la capacidad de las personas para adaptarse a las circunstancias de la vida para sobrevivir, y del miedo indescriptible que surge cuando es necesario salir de la situación de subyugación, es decir, tomar una decisión. Atrévete a saltar a lo desconocido. A veces resulta extremadamente difícil abandonar lo familiar en favor de lo desconocido, lo extraño, incluso si lo familiar se vive como una opresión total. Los mecanismos y rituales repetitivos de sumisión nos resultan familiares. ¡No te sorprenden! Emma Donoguhe [sic] escribió su novela inspirada en la historia real de Elisabeth Fritzl, quien estuvo encarcelada con sus hijos durante años. Podría haberlo hecho de manera más escabrosa y mucho menos impresionante. Al principio puede que sea necesario acostumbrarse al concepto de contar la historia desde la perspectiva ingenua de un niño, al menos en términos de estilo, pero poco a poco resulta extremadamente eficaz. Nos encontramos con la tragedia de lo ocurrido en toda su sencillez e ingenuidad, y eso la magnifica hasta un punto inconmensurable.
Maria-Christine Leitgeb (Die Presse)

Si la novela "La habitación" de Emma Donoghue, publicada originalmente en 2010, recibió buenas críticas en Gran Bretaña, Estados Unidos y Canadá y la autora incluso con este su séptimo libro entró en la lista de finalistas del Premio Booker, es que lo consiguió a pesar de los obstáculos lingüísticos, y la interpretación de la compleja construcción narrativa: “La habitación” es dialógica no sólo en el sentido de que consiste en gran medida en diálogos entre madre e hijo; más bien, en el cosmos narrativo del niño, todo entra en conversación con todo lo demás: dentro y fuera, niño y adulto, mundo sujeto y objeto, simbiosis e individuo. Es esta tensión la que hace que valga la pena leer el libro; afortunadamente, la autora renuncia al tipo de tensión con la que Donoghue podría hacer justicia a su tema potencialmente escabroso. Para ella es absolutamente central la figura de un niño que, en una combinación de cautiverio y seguridad que desafía toda imaginación, alcanza un nivel absurdo de madurez, y de ahí también crea la imagen muy conmovedora de una madre que tiene dignidad para un niño y por un niño y la vitalidad se puede trasladar a un espacio que también podría haber sido visto como una tumba.
Bernadette Conrad (Neue Zürcher Zeitung)

“La habitación" es la historia de una madre que ha concebido a su hijo de manos de su secuestrador, un hombre mayor que la mantiene cautiva en una habitación especialmente preparada y abusa de ella. Desde una perspectiva interna austriaca, se trata de Kampusch & Fritzl. De hecho, “Fritzl” fue el detonante, dice Donoghue, “pero nada más”. Ha investigado casos similares en todo el mundo. (…) Donoghue ha creado un libro impresionante cuyo rechazo del escándalo, paradójicamente, produce un “toque humano” de las mejores películas de Hollywood que mejora al consumidor, es decir, lo hace generalmente aceptable.
Hans-Peter Kunisch (Süddeutsche Zeitung)

Incluso cuando mamá se encuentra en el centro de un frenesí, la señora Donoghue toma la valiente y difícil decisión de mantener el libro anclado en algún lugar dentro de la cabeza de Jack. Entonces, todo lo que le sucede a su madre se filtra a través de su miedo, amor y curiosidad por ella. Y cuando el libro le presenta una cabalgata de nuevas experiencias, todo lo que Jack ve debe compararse con el tiempo extrañamente idílico que pasó dentro de Room.
Janet Maslin (New York Times)

## Premios y honores
- New York Times bestseller (Fiction, 2010)
- Booker Prize, lista corta (2010)
- Rogers Writers' Trust Fiction Prize (2010)
- Indigo Books Heather's Pick (2010)
- New York Times Best Books of the Year (2010)
- New York Times Notable Book of the Year (Fiction & Poetry, 2010)
- Salon Book Award (Fiction, 2010)
- Governor General's Award lista corta (Fiction, 2010)
- Publishers Weekly Listen Up Award (Audio Book of the Year, 2010)
- Goodreads Choice Awards, Best Fiction (2010)
- Alex Award (2011)
- ALA Notable Book (2011)
- Hughes & Hughes Irish Novel of the Year, Irish Book Awards (2010)
- Commonwealth Writers' Prize (Canada and the Caribbean, 2011)
- Indies Choice Book Award (Adult Fiction, 2011)
- Orange Prize, lista corta (2011)
- WH Smith Paperback of the Year, Galaxy National Book Awards (2011)
- International Dublin Literary Award nominación (2012)[8]

## Adaptaciones
En 2015 se realizó una adaptación cinematográfica, dirigida por Lenny Abrahamson y escrita por Donoghue. La película está protagonizada por Brie Larson, Joan Allen, William H. Macy, Sean Bridgers y Jacob Tremblay. Se proyectó en la sección de Presentaciones Especiales del Festival Internacional de Cine de Toronto 2015, luego de estrenarse en el Festival de Cine de Telluride.  La película comenzó un lanzamiento limitado el 16 de octubre de 2015 y fue estrenada en todo el país el 6 de noviembre de 2015 por A24 Films.  La obra recibió elogios de la crítica y ganó numerosos premios. Recibió cuatro nominaciones en la 88.ª edición de los Premios de la Academia, incluyendo Mejor Película, Mejor Director, Mejor Guion Adaptado y Mejor Actriz para Larson. La propia Donoghue recibió honores por la adaptación de su novela, incluido el de Mejor Guion Adaptado en los 4th Canadian Screen Awards  y el de Mejor Guionista en los 13th Irish Film &amp; Television Awards. 
Donoghue también adaptó su guion para el teatro.  La obra con música se estrenó el 10 de mayo de 2017 en el Theatre Royal Stratford East con críticas muy positivas. 